# Lindi Urban (huyện)
Lindi Urban là một huyện thuộc vùng Lindi, Tanzania. Thủ phủ của huyện Lindi Urban đóng tại Lindi. Huyện Lindi Urban có diện tích 7846 ki lô mét vuông. Đến thời điểm điều tra dân số ngày 25 tháng 8 năm 2002, huyện Lindi Urban có dân số 41075 người.